# 毒魚豆
毒魚豆（学名：Piscidia piscipula），又名牙買加山茱萸、佛羅里達毒魚木，是豆科毒魚豆屬的一種木本植物。原產於美國佛羅里達州南部、佛羅里達礁島群、德克薩斯州，加勒比地區及拉丁美洲。
西印度群島的原住民發現這種植物的提取物可以令魚麻醉安靜，讓他們可以徒手抓魚。俗名毒魚木、醉魚木也是得名自這種功用。毒魚豆具有藥用價值，可以做鎮痛藥及鎮靜劑。
屬名Piscidia是由兩個拉丁文piscis（魚），caedo（殺死）組合而成。種小名piscipula是「小魚」的意思。

## 形態特徵
落葉喬木，株高12－15公尺。樹幹直徑可達46－118公分，分枝直立粗壯，形成不規則的樹冠。
樹皮薄，橄欖灰色，上面有不規則的暗斑和許多小鱗片。樹皮具有令人不愉快的氣味，吃起來很辛辣及有苦味，會使口腔有灼熱感。
葉長9－23公分，互生。羽狀複葉，小葉5－11片，小葉長4―8公分，小葉對生。小葉的葉面深綠色；葉背淺灰綠色，有軟毛。
花白色略帶紅色或粉紅色色調。五月開蝶形狀的花，會吸引蜜蜂來幫助授粉。樹齡四年株高達四公尺以上時會開始開花。果實為淡褐色的莢果，果長8－10公分，上有四片紙質翅狀物。果實在七至八月時成熟，豆莢內有紅褐色的種子，種子卵圓形。

## 栽培
毒魚豆生長在沿海地帶，喜歡排水良好，表層有腐殖質的沙質土壤。樹體對於短期的微鹹水或海水風暴潮具有耐受性。雖然生長在沿海地區，通常會伴生在某些樹種後面，以避免直接曝露在鹽霧下。成熟的植株耐旱性高。它是一種熱帶樹種，只適合生長在美國植物耐寒分區（plant hardiness zone）第11區以上的地區。
毒魚豆可以做觀賞植物，在氣候及土壤適合生長的地區，可以長成中型大小的遮陰樹，花季時會開出引人注目的花，適合栽種在庭院觀賞或種成綠籬。植株不耐陰，最好種在全日照的環境下。
由成熟的豆莢中取出種子，播種在潮濕的土壤裡，覆土約0.6公分厚，大約經過8－10天種子就會發芽。
扦插繁殖時，將插穗插在潮濕的土壤中，很快就會生根。事實上，有人曾經看過由剛砍下來的木材做成的柱子無意間生根的案例。

## 用途
木材黃褐色不容易腐朽，適合用於戶外，例如造船，做籬笆的柵欄及柱子。木材紋理密實，可以做薪材用來製作木炭。木材也是一種很好的雕刻材料。
世界各地的原住民會使用當地的有毒植物來幫忙捕魚，許多有這種用途的植物，其俗名常以此功能命名，如毒魚木、醉魚草等名稱。美國的原住民會使用毒魚豆的樹皮、根、枝條及葉子來麻醉鎮靜魚群，使它們較容易捕捉。毒魚豆的組織中含有許多對魚有毒的化學物質，其中最主要的一種物質是著名的魚藤酮。
傳統醫學裡使用毒魚豆來治療神經緊張及疼痛已經有很長的一段時間。近來對動物的研究顯示，毒魚豆的樹皮提取物有消炎、鎮靜和抗痙攣的作用。

## 外部連結
- Raintree Nutrition: Piscidia piscipula Pictures. （页面存档备份，存于）（毒魚豆圖像）
- Institute of Systematic Botany: Atlas of Florida Vascular Plants. Piscidia piscipula. （页面存档备份，存于）（毒魚豆分類）